# Рябина обыкновенная 'Дочь Кубовой'
Рябина обыкновенная 'Дочь Кубовой' (syn. Солнечная) — сорт Рябины обыкновенной (лат. Sorbus aucuparia) универсального назначения.
Относится к Невежинской сортогруппе. Включен в Государственный реестр селекционных достижений, допущенных к использованию с 1999 года.

## Биологическое описание
Среднерослое дерево с метельчатой, редкой кроной.
Побеги толстые, прямые, зеленовато-серые.
Листья сложные, непарноперистые, тонкие, светло-зелёные, матовые, с заметным опушением, с пильчато-городчатым краем.
Листочки ланцетовидные, короткозаострённые.
Плоды средней массой 1,8 г правильной продолговатой формы, ярко-оранжевые, с оригинальным красноватым румянцем. Мякоть ярко-желтая, очень сочная, нежная, без терпкости и горечи.
Дегустационная оценка 4,5 балла. В плодах содержится: сухих веществ 30 %, сахара 9 %, кислоты 2 %, Р-активных веществ 168 мг/% , витамина С 76 мг/% , 8 мг/% каротина.
Раннеосеннего срока созревания.
Средняя урожайность 362 ц/га.
Зимостойкость высокая.